# Dekanat Białka Tatrzańska
Dekanat Białka Tatrzańska – jeden z 45 dekanatów w rzymskokatolickiej archidiecezji krakowskiej.

## Parafie
W skład dekanatu wchodzi 9 parafii i 1 rektorat:
- parafia św. Apostołów Szymona i Judy Tadeusza – Białka Tatrzańska
- parafia św. Antoniego – Brzegi
- parafia Najświętszego Serca Pana Jezusa – Bukowina Tatrzańska
- parafia Przemienienia Pańskiego – Czarna Góra
- parafia Przemienienia Pańskiego – Gliczarów Górny
- parafia Niepokalanego Serca NMP – Gronków
- parafia św. Jacka – Groń
- parafia św. Sebastiana – Jurgów
- parafia św. Elżbiety Węgierskiej – Trybsz

- rektorat MB Nieustającej Pomocy – Grocholów Potok (Rzepiska)

## Sąsiednie dekanaty
Biały Dunajec, Niedzica, Nowy Targ